# Dystrykt Besalampy
Besalampy – dystrykt Madagaskaru z siedzibą w Besalampy, wchodzący w skład regionu Melaky.

## Demografia
W 1993 roku dystrykt zamieszkiwało 29 668 osób. W 2011 liczbę jego mieszkańców oszacowano na 67 459.

## Podział administracyjny
W skład dystryktu wchodzi 6 gmin (kaominina):
- Ambolodia Sud
- Bekodoka
- Besalampy
- Mahabe
- Marovoay Sud
- Soanenga.